# Egernia pilbarensis
Egernia pilbarensis es una especie de lagarto escinco del género Egernia, familia Scincidae. Fue descrita científicamente por Storr en 1978.
Habita en Australia (Australia Occidental). Relativamente grande, presenta un color marrón rojizo con escamas y dedos muy cortos.